# Ibrahim Biogradlić
Ibrahim "Ibro" Biogradlić (Sarajevo, 8 de março de 1931 - 20 de fevereiro de 2015) foi um futebolista e treinador bósnio, medalhista olímpico. 

## Carreira
Ibrahim Biogradlić fez parte do elenco medalha de prata, nos Jogos Olímpicos de 1956.

## Ligações Externas
- Perfil de Ibro